# Секретар Ради національної безпеки і оборони України
Секретар Ради національної безпеки і оборони України — забезпечує організацію роботи і виконання рішень Ради національної безпеки і оборони України. Чинним секретарем Ради національної безпеки і оборони України є Рустем Умєров (з 18 липня 2025 року).

## Законодавчий статус
Статус та повноваження секретаря РНБОУ чітко визначається статтями 7 та 13 Закону України «Про Раду національної безпеки і оборони України».
Секретаря РНБОУ призначає на посаду та звільняє з посади Президент України; йому секретар РНБОУ підпорядковується безпосередньо. Правовий статус секретаря РНБОУ як державного службовця визначає Президент України.
Секретар РНБОУ забезпечує організацію роботи і виконання рішень Ради національної безпеки і оборони України, має заступників, яких за його поданням призначає на посаду та звільняє з посади Президент України.
На посади секретаря РНБОУ та його заступників можуть призначати як цивільних осіб, так і військовослужбовців.

## Повноваження
Згідно з Законом України, секретар РНБОУ:
1. готує пропозиції щодо перспективного і поточного планування діяльності Ради національної безпеки і оборони України;
2. подає на розгляд Президента України проекти актів Президента України про введення в дію рішень Ради національної безпеки і оборони України, в тому числі стосовно пропозицій і рекомендацій по реалізації засад внутрішньої і зовнішньої політики у сфері національної безпеки і оборони;
3. організовує роботу, пов'язану з підготовкою та проведенням засідань Ради національної безпеки і оборони України та контролем за виконанням прийнятих нею рішень;
4. інформує Президента України та членів Ради національної безпеки і оборони України про хід виконання рішень Ради;
5. координує діяльність робочих та консультативних органів Ради національної безпеки і оборони України;
6. за дорученням Голови Ради національної безпеки і оборони України представляє позицію Ради національної безпеки і оборони України у Верховній Раді України, у відносинах з органами виконавчої влади та органами місцевого самоврядування, з політичними партіями і громадськими організаціями та засобами масової інформації, з міжнародними організаціями.
7. подає на затвердження Голові Ради національної безпеки та оборони України Положення про апарат Ради національної безпеки і оборони України, його структуру та штатну чисельність;
8. здійснює у період між засіданнями Ради національної безпеки і оборони України координацію і контроль за виконанням центральними та місцевими органами виконавчої влади, правоохоронними органами, військовими формуваннями рішень Ради національної безпеки і оборони України, введених в дію указами Президента України;
9. організовує роботу Ставки Верховного Головнокомандувача у разі її утворення;
10. бере участь у розгляді пропозицій щодо кандидатур на посади в органах державної влади, діяльність яких пов'язана з питаннями національної безпеки і оборони України і які призначаються на посаду Президентом України або за погодженням із Президентом України; вносить на розгляд Президента України пропозиції щодо призначення і звільнення керівництва військових формувань, правоохоронних органів у межах повноважень Президента України;
11. подає пропозиції Президенту України щодо призначення заступників Секретаря Ради національної безпеки і оборони України та розподілу обов'язків між ними;
12. вносить на розгляд Ради національної безпеки і оборони України пропозиції щодо проекту Закону України про Державний бюджет України по статтях, пов'язаних із забезпеченням національної безпеки і оборони.

Згідно з Указом Президента України № 275/2010 від 26 лютого 2010 року «Про утворення Національного антикорупційного комітету» Секретар Ради національної безпеки і оборони України є також виконавчим секретарем Національного антикорупційного комітету при Президентові України. Проте указом від 26 березня 2010 року ця норма була виключена.

## Перелік секретарів
| №        | Секретар РНБО                    | Початок дії на посаді | Закінчення дії на посаді |
| 1        | Горбулін Володимир Павлович      | 30 серпня 1996        | 10 листопада 1999        |
| 2        | Марчук Євген Кирилович           | 10 листопада 1999     | 25 червня 2003           |
| 3        | Радченко Володимир Іванович      | 2 вересня 2003        | 20 січня 2005            |
| 4        | Порошенко Петро Олексійович      | 8 лютого              | 8 вересня 2005           |
| 5        | Кінах Анатолій Кирилович         | 27 вересня 2005       | 16 травня 2006           |
| т. в. о. | Горбулін Володимир Павлович      | 24 травня 2006        | 10 жовтня 2006           |
| 6        | Гайдук Віталій Анатолійович      | 10 жовтня 2006        | 12 травня 2007           |
| 7        | Плющ Іван Степанович             | 12 травня 2007        | 26 листопада 2007        |
| 8        | Богатирьова Раїса Василівна      | 24 грудня 2007        | 14 лютого 2012           |
| 9        | Клюєв Андрій Петрович            | 14 лютого 2012        | 24 січня 2014            |
| 10       | Парубій Андрій Володимирович     | 27 лютого 2014        | 7 серпня 2014            |
| 11       | Турчинов Олександр Валентинович  | 15 грудня 2014        | 28 травня 2019           |
| 12       | Данилюк Олександр Олександрович  | 28 травня 2019        | 30 вересня 2019          |
| 13       | Данілов Олексій Мячеславович     | 3 жовтня 2019         | 26 березня 2024          |
| 14       | Литвиненко Олександр Валерійович | 26 березня 2024       | 18 липня 2025            |
| 15       | Умєров Рустем Енверович          | 18 липня 2025         | дотепер                  |